# Millennium Actress
Millennium Actress (千年女優, Sennen Joyū), is een Japanse animefilm van regisseur Satoshi Kon uit 2001.

## Verhaal
Genya Tachibana heeft een soort van obsessie voor de actrice Chiyoko Fujiwara. Als een filmstudio gesloopt wordt besluit Genya met een cameraman een documentaire te maken over Chiyoko. Ze bezoeken haar bij haar thuis waar ze al 30 jaar woont als een soort kluizenaar, met haar huishoudster. Op de vragen van Genya begint ze te vertellen over haar jeugd, haar carrière en haar motivatie. Filmfragmenten uit haar carrière vervloeien met het heden en Genya en de cameraman worden meegezogen in een wereld vol geheimen en de lange zoektocht van Chiyoko naar de man die haar ooit een sleutel gaf.